# Torneio do Norte
O Torneio do Norte foi um torneio regional, subordinado ao Torneio Norte-Nordeste, entre 1968 e 1971, organizado pela Confederação Brasileira de Desportos (precursora da CBF).

## História e regulamentos
Em 1968 e 1969 a competição contou com clubes do Amazonas, Maranhão, Pará e Piauí, que compreendiam ao Norte e Meio-Norte brasileiro. Independente da desigualdade de clubes entre os regionais Norte e Nordeste, os dois torneios indicavam um finalista pro Torneio Norte-Nordeste. Em 1970, a competição se tornou um hexagonal com clubes do Amazonas e do Pará, indicando agora dois clubes para compor o Quadrangular Final do Torneio Norte-Nordeste.

## Campeões do Torneio do Norte
| Ano  | Campeão    | Placar            | Vice Campeão | 3º Lugar    | 4º Lugar    |
| ---- | ---------- | ----------------- | ------------ | ----------- | ----------- |
| 1968 | Remo       | 1 - 5 4 - 1 2 - 1 | Piauí        | Nacional-AM | Paysandu    |
| 1969 | Remo       | Quadrangular      | Ferroviário  | Nacional-AM | Flamengo-PI |
| 1970 | Fast Clube | Pontos corridos   | Tuna Luso    | Paysandu    | Remo        |
| 1971 | Remo       | 1 - 0 4 - 2       | Rodoviária   | Tuna Luso   | Paysandu    |

## Títulos por equipe
- Clube do Remo: 3 títulos
- Fast Clube: 1 título